# Leubsdorf (Rhénanie-Palatinat)
Pour les articles homonymes, voir Leubsdorf.
Leubsdorf est une municipalité du Verbandsgemeinde Linz am Rhein, dans l'arrondissement de Neuwied, en Rhénanie-Palatinat, dans l'ouest de l'Allemagne.

## Géographie
Le village de Leubsdorf se situe sur la rive droite du Rhin, entre, au nord, la ville de Linz am Rhein et le village de Dattenberg, et au sud, la ville thermale de Bad Hönningen. Le territoire de la commune de Leubsdorf s’étend depuis le fleuve jusqu’aux hauteurs du Westerwald, incluant les bourgades de Hesseln, Krumscheid et Rothe Kreuz. Le point culminant du territoire s’y trouve avec environ 365 mètres d'altitude.
La totalité du territoire de la commune se trouve dans le parc naturel « Rhein-Westerwald ».

## Histoire
La localité est mentionnée pour la première fois dans un document de l’an 639 en tant que « Lupstorf », ce qui veut dire « village de Lupo ou village de Luitprecht », un nom qui remonte aux temps du règne des francs en Rhénanie centrale, autour de l’an 500.
Il s’agit en 639 d’un acte de donation de Pépin de Landen († 640) pour sa fille Gertrude (626–659), comprenant différentes localités avec des vignes, des forêts et des pêcheries. Y fut également listé « Lupstorf » qui entra ainsi dans la sphère d’influence de l’abbaye de Nivelles, car Gertrude fut la première abbesse de Nivelles.
Dans un répertoire des biens d’église de l’archevêché de Trèves, est mentionné vers l’an 1250, une chapelle à „Lupzstorf“. On pense qu’il s’agit du bâtiment qui précéda l’actuelle église Sainte Walburge qui fut construite en 1906.

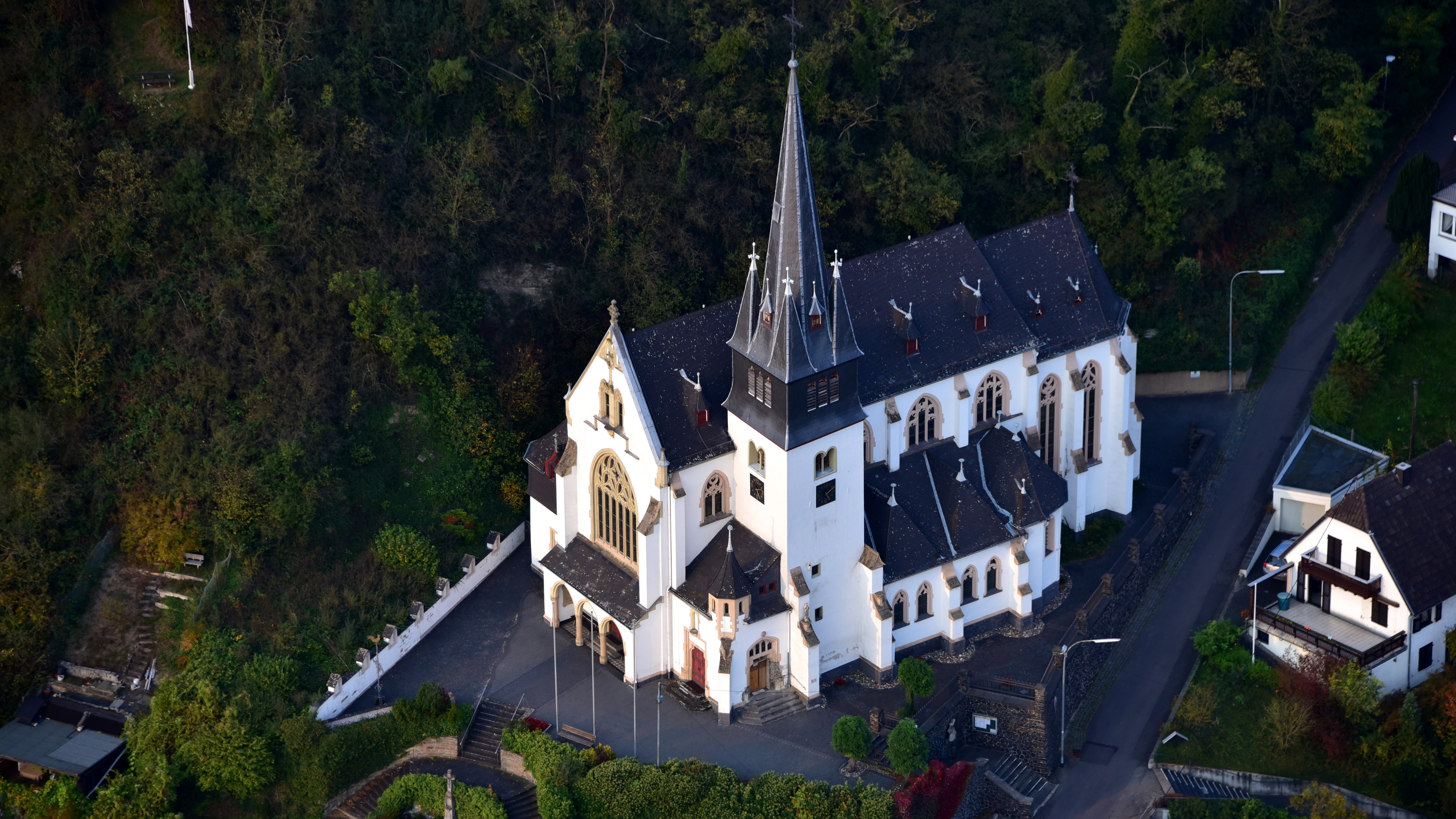
Église Sainte Walburge de Leubsdorf sur le Rhin

Selon un autre acte de donation, émis en 1620 par la comtesse Mathilde de Sayn (de), cette dernière offrit des biens, dont le village de Leubsdorf, à son oncle Konrad von Hochstaden, qui fut archevêque prince électeur de Cologne. Leubsdorf depuis, fut parti de la paroisse de Linz et du collectorat de Cologne, puis administré depuis le XVe siècle par l’office de Linz, avec l’archevêque de Trèves comme supérieur spirituel.
Leubsdorf fut totalement détruit durant la guerre de Trente Ans, puis reconstruit au même endroit.
Après que la Rhénanie fut cédée au Royaume de Prusse, la localité de Leubsdorf fut intégrée en 1816, au nouvel arrondissement de Linz (puis, en 1822, à l’arrondissement de Neuwied), administrée par la mairie de Linz.